# ژوزفین بیکر
جوزفین بیکر (فرانسوی: Josephine Baker‎؛ زادهٔ ۳ ژوئن ۱۹۰۶ – درگذشتهٔ ۱۲ آوریل ۱۹۷۵) رقاص، خواننده، و بازیگر زادهٔ ایالات متحده آمریکا بود. وی بین سال‌های ۱۹۲۱ تا ۱۹۷۵ میلادی فعالیت می‌کرد. بیکر در سال ۱۹۳۷ شهروند فرانسه گردید. او همچنین یک فعال جنبش حقوق مدنی آمریکایی‌های آفریقایی‌تبار بود. از فیلم‌هایی که وی در آنها نقش داشته‌است می‌توان به زلیگ اشاره کرد.